# Miho Manya
Miho Manya (万屋 美穂, Manya Miho, Osaka, 5 november 1996) is een Japans voetbalster die als verdediger speelt bij Mynavi Vegalta Sendai.

## Carrière

### Clubcarrière
Manya begon haar carrière in 2015 bij Mynavi Vegalta Sendai.

### Interlandcarrière
Manya nam met het Japans nationale elftal O17 deel aan het WK onder 17 in 2012.
Manya maakte op 27 juli 2017 haar debuut in het Japans vrouwenvoetbalelftal tijdens een wedstrijd tegen Brazilië. Ze heeft zeven interlands voor het Japanse elftal gespeeld.

## Statistieken
| Japans vrouwenvoetbalelftal | Japans vrouwenvoetbalelftal | Japans vrouwenvoetbalelftal |
| Jaar                        | Wed.                        | Dlp.                        |
| --------------------------- | --------------------------- | --------------------------- |
| 2017                        | 7                           | 0                           |
| Totaal                      | 7                           | 0                           |